# Zygmunt Kamiński
Zygmunt Kamiński (22 de fevereiro de 1933 - 1 de maio de 2010) foi o arcebispo da Arquidiocese Católica Romana de Szczecin-Kamień, Polónia.